# Nicolás Rubió
Nicolás Rubió (né Marià Rubió i Armangué le 15 septembre 1928 à Barcelone et mort le 24 août 2024 à Buenos Aires) est un peintre, dessinateur, écrivain, essayiste et cinéaste argentin d’origine espagnole. Adepte de l’art naïf, ses tableaux jettent un regard amusé et parfois acerbe sur l’Argentine et sa population. Avec sa femme Esther Barugel, il contribua au renouveau de l’art du fileteado à Buenos Aires, sa ville d’adoption. Par ailleurs, huit centaines de ses tableaux prennent pour sujet les réminiscences de son enfance dans le Cantal, en France.

## Biographie
Nicolás Rubió naquit en 1928 à Barcelone, au sein d’une famille de la bourgeoisie éclairée et républicaine. La tournure prise par la guerre civile espagnole en 1938 contraignit la famille Rubió à quitter l’Espagne, en abandonnant tous ses biens, et à venir se réfugier en France, dans le Cantal, non loin d’Aurillac, plus exactement dans le hameau de Vielle, appartenant à la commune d’Ytrac. C’est dans ce hameau, où Nicolás Rubió vécut heureux de sa dixième à sa vingtième année, qu’il apprendra, en plus de son catalan natal et de l’espagnol, le français (scolaire et rural) et l’occitan populaire avec les paysans qui l’entourent, desquels plusieurs figures continueront de peupler sa mémoire et de l’inspirer. Il y tint d’ailleurs un journal intime illustré, en français, où il consignait les diverses péripéties de son exil auvergnat.
En 1948, la famille décida de partir pour l’Argentine, où Nicolás s’établit définitivement. Il ne songea pas d’abord à devenir peintre, et écrivit plutôt des contes. C’est notamment en constatant l’état de déshérence du fileteado, cet art décoratif typique de Buenos Aires, alors largement délaissé, et par désir de le réhabiliter et d’en démontrer l’intérêt au public, désir partagé avec celle qui devint sa femme, la sculptrice Esther Barugel, qu’il vint finalement à la peinture. Ensemble, ils rédigeront des ouvrages consacrés au fileteado, et Rubió, de façon générale, se plaira à faire des recherches sur l’art populaire et moderne. En partie grâce à leur action, le fileteado sut trouver de nouveaux débouchés, autres que les véhicules de transport, son support traditionnel, de sorte que Buenos Aires compte en ce moment (2013) environ 250 fileteadores en activité.
À partir du milieu des années 1970, il éprouve une nostalgie du pays de son adolescence et revient régulièrement en France et, plus particulièrement, dans le Cantal et à Vielle,.
L’art de Rubió, s’il se rattache à l’art naïf, ne s’inscrit cependant dans aucun mouvement, le peintre ne cherchant pas à faire école ; il mène au contraire, en compagnie de sa femme (décédée en 2007), une vie retirée et solitaire. Il prend pour sujet en premier lieu l’Argentine et ses habitants, leurs coutumes et leurs manies, sous un regard à la fois amusé, caustique et affectueux ; à l’instigation de sa femme, il évoquera ensuite picturalement ses souvenirs de Vielle, ses personnages hauts en couleur, son petit monde et son histoire, ce qui donnera lieu à quelque 800 tableaux, aujourd’hui dispersés.
En 2013, il retourna dans le Cantal pour y accompagner le tournage d’un film dont un cinéaste et documentariste argentin, Fernando Domínguez, avait conçu le projet en 2011. Le film, intitulé « 75 habitantes, 20 casas, 300 vacas », montre un Nicolás Rubió en train de parcourir l’Auvergne, d’Aurillac à Clermont-Ferrand, et occupé, en quelque sorte, à peindre un paradis perdu.

## Ouvrages publiés
- (es) Esther Barugel et Nicolás Rubió, Los Maestros Fileteadores de Buenos Aires, Fondo Nacional de las Artes (Argentine), 2005, 2e édition,  (ISBN 9509807044)
- (es) Esther Barugel et Nicolás Rubió, El Filete Porteño, Maizal ediciones, 2004,  (ISBN 9879479203)